# Anthicus hastatus
Anthicus hastatus är en skalbaggsart som beskrevs av Thomas Casey 1895. Anthicus hastatus ingår i släktet Anthicus och familjen kvickbaggar. Inga underarter finns listade i Catalogue of Life.